# Geurende schijncantharel
De geurende schijncantharel (Aphroditeola olida, synoniemen: Hygrophoropsis olida, Hygrophoropsis morganii) is een schimmel behorend tot de familie Hygrophoraceae. Hij leeft saprotroof op de grond vooral in naaldbos. Hij komt voor op strooisel. Vruchtlichamen komen voor van augustus tot in oktober.

## Kenmerken
Hoed
De hoed heeft een diameter van 10 tot 35 mm. Het centrum is wat ingedeukt. De vormt verandert na verloop van tijd naar diep trechtervormig. De kleur is rozeachtig tot roze-lederkleurig. Het is oppervlak aanvankelijk licht plakkerig, daarna droog, kaal en licht glanzend, maar vezelig tot fijn behaard, glad, soms licht gezoneerd, niet hygrofaan, vlezig, roze, zalmkleurig, okergeel tot okeroranje, soms lichtgeel bij oudere exemplaren. De hoedrand is smal gebogen, dan stijgend en gebogen, vaak golvend en gelobd, glad.
Lamellen
De lamellen lopen ver naar beneden op de steel, zeer smal, dik, vaak dichotoom gevorkt, met interlamellen, scheidbaar van het vruchtvlees, dicht, aanvankelijk witachtig tot crème, dan bleek oranjegeel, roze tot zalmkleurig.
Steel
De steel heeft een lengte van 10 tot 30 mm en een dikte van 2 tot 5 mm. Aan de bovenzijde is hij wat breder en hij wordt wat smaller aan de onderkant. Het oppervlak is vezelig of fijn behaard, de onderkant van dezelfde kleur als de hoed of bleker, naar de bovenkant toe lichter, vaak met een roze tint.
Geur en smaak
Het vlees is dun, met kleur als de hoed of witachtig. Deze paddenstoel heeft een opmerkelijke zoete aromatische geur en de smaak is onbeduidend.
Sporen
Cilindrische basidia, met twee of vier sterigmata, 20–37 × 4–6 (8) µm, met een gesp aan de basis. De sporen zijn bolvormig, breed ellipsvormig tot spoelvormig in vooraanzicht, ongelijk in zijaanzicht, glad, soms met iets verdikte wand, gutulae, hyaliene, inamyloïde, cyanofiel en meten 3–5(6) × 2,5–3(4) µm. Cystidia ontbreken. Hyfen in de trama zijn regelmatig, onregelmatig verward in de huid, soms uitpuilend, gelig van kleur en 2,5–6 µm in diameter.

## Verspreiding
De geurende schijncantharel komt voor in Noord-Amerika, Midden-Amerika en Europa. In Nederland staat hij op de rode lijst in de categorie 'verdwenen'. Hij is sinds 1987 niet meer waargenomen. Bekende vindplaatsen waren Ede (1936) en Rijsen (1946).

## Afbeeldingen

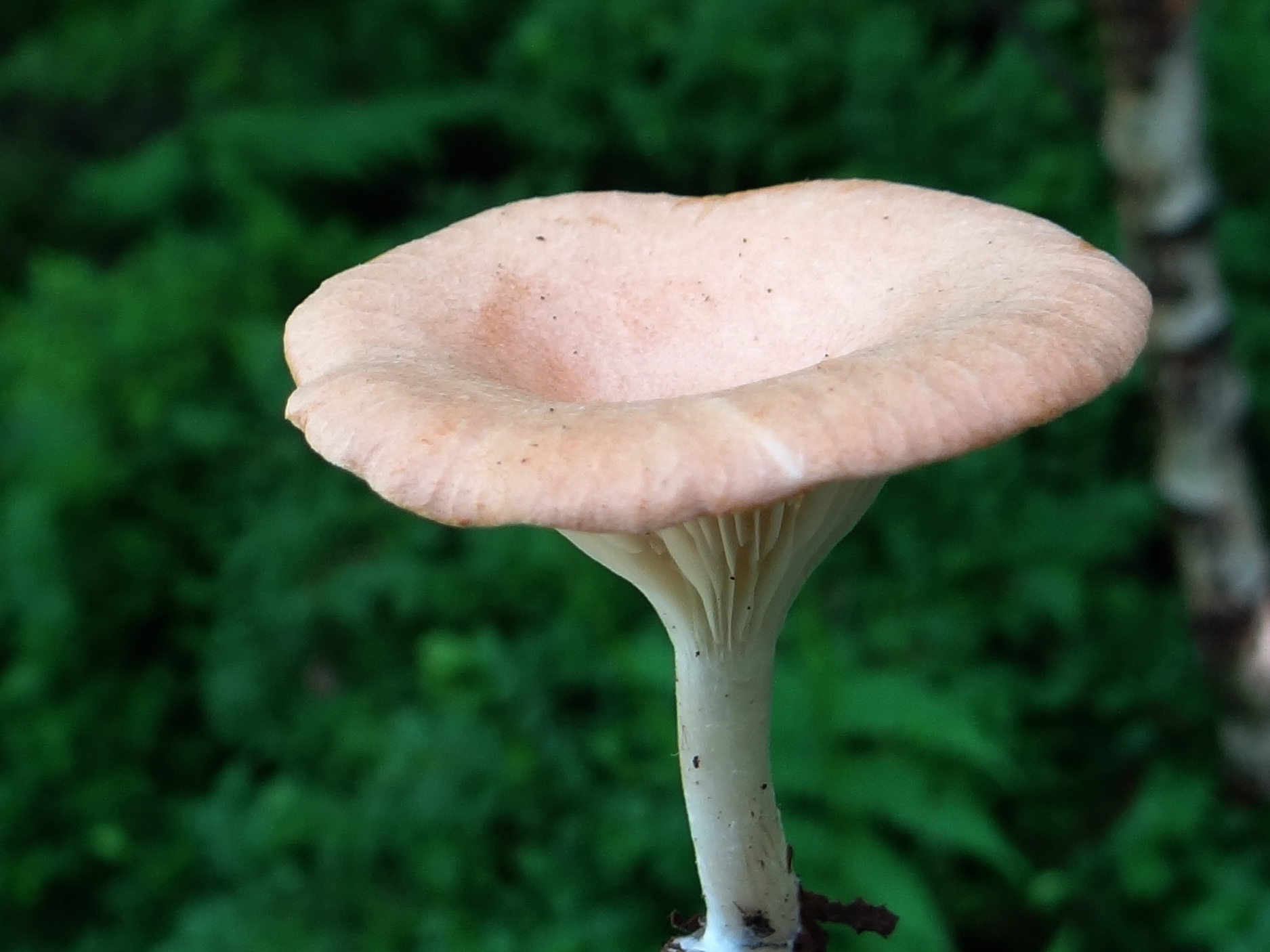
Bovenaanzicht
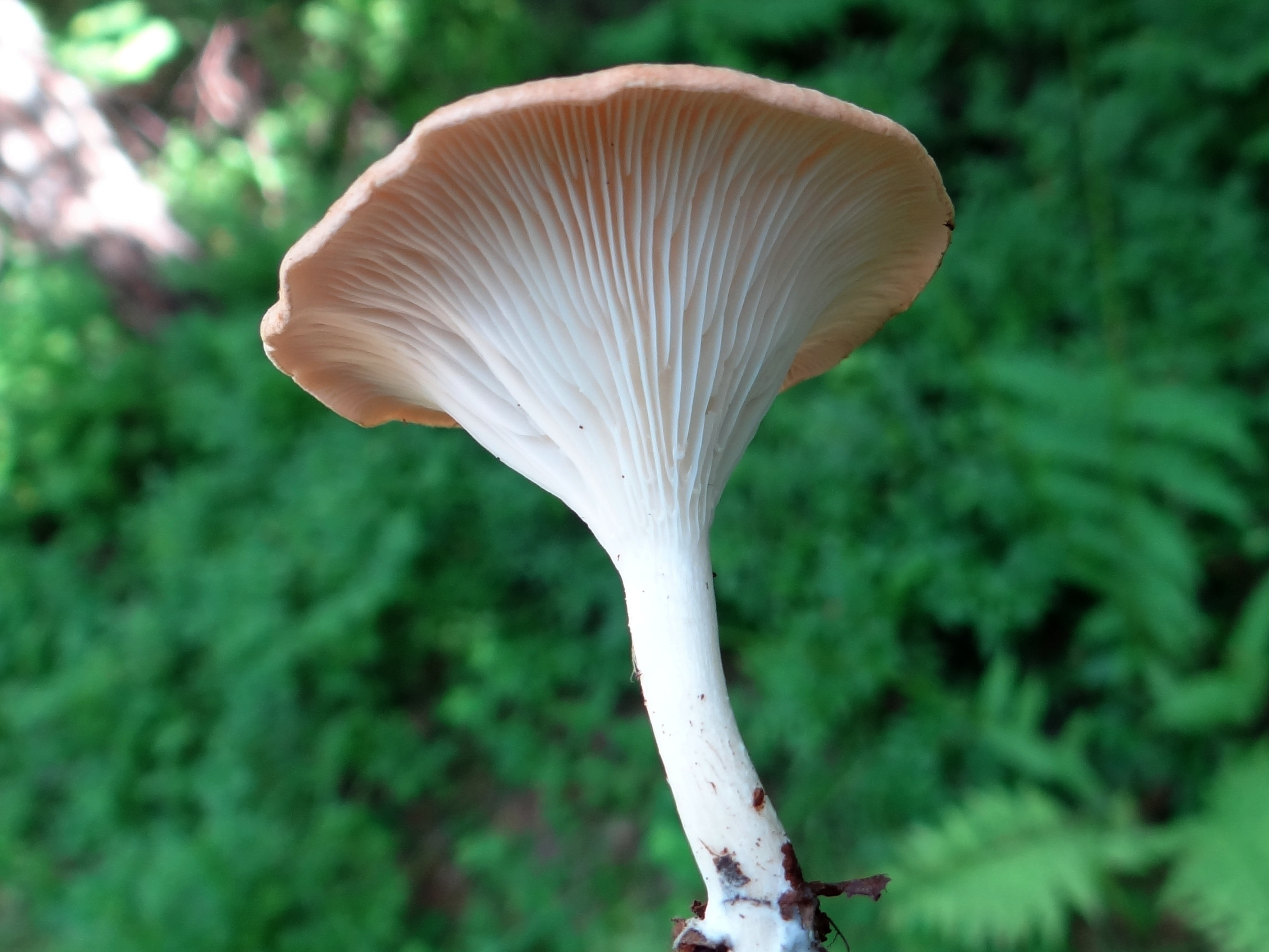
Lamellen